# 7290 Джонразе
7290 Джонразе (7290 Johnrather) — астероїд головного поясу, відкритий 11 травня 1991 року.
Тіссеранів параметр щодо Юпітера — 3,275.